# Taparella flava
Taparella flava är en insektsart som först beskrevs av Xavier Montrouzier 1855.  Taparella flava ingår i släktet Taparella och familjen Flatidae. Inga underarter finns listade i Catalogue of Life.